# Севеж
Севеж (пол. Siewierz)  —  город  в Польше, входит в Силезское воеводство,  Бендзинский повят.  Имеет статус городско-сельской гмины. Занимает площадь 38,22 км². Население — 5560 человек (на 2004 год).

## История
Находится на территории Домбровского угольного бассейна.